# Jilin (Meteorit)
Koordinaten: 44° 3′ 0″ N, 126° 10′ 0″ O
Der Jilin-Meteorit ist ein Steinmeteorit, der am 8. März 1976 nahe der chinesischen Stadt Jilin (Provinz Jilin) fiel. Es handelt sich um einen Meteoriten der Klasse H5 (Olivin-Bronzit-Chondrit).

## Der Meteoritenfall
Am 8. März 1976, um 15:01 Uhr Pekingzeit (8:01 Uhr MEZ), drang der Meteorit in die Erdatmosphäre ein. Der Einfallswinkel betrug 16 Grad, die Geschwindigkeit etwa 17 km/s. Beobachter sahen einen blendenden Feuerball. In einer Höhe von 17 km über den Vororten von Jilin explodierte das Objekt. Die Explosion führte zu einem Beben der Stärke 1,7.
Als Folge dieser Explosion zerbarst der Meteorit in 138 große und rund 3.000 kleinere Fragmente. Diese wurden über ein Gebiet von 576 Quadratkilometern verstreut (72 km in Ost-West-Richtung, 8 km in Nord-Süd-Richtung). Das größte dieser Objekte (die Hauptmasse) hat eine Masse von 1.770 kg.
Um 15:02:36 Uhr (8:02:36 Uhr MEZ) schlug diese Hauptmasse in den Boden am Westrand des Streufeldes ein. Der Einschlag erzeugte eine Grube von zwei Metern Durchmesser und sechs Metern Tiefe. 15 km östlich davon gingen zwei weitere große Stücke mit 400 und 123,5 kg nieder.

## Besonderheiten
- Die Volksrepublik China gab am 21. Juni 2003 drei Briefmarken heraus, welche den Meteoritenfall zeigen, sowie einen Ersttagsumschlag mit allen drei Marken und dem Bild eines Meteoritenfalls.
- Traditionell werden Meteoritenfälle in China mit irdischen Ereignissen in Verbindung gebracht. So wurde der Fall als Omen für den Tod Mao Zedongs, das Ende der Kulturrevolution, den Fall der Viererbande und das Erdbeben von Tangshan gewertet.